# Ситно (вершина)
Ситно, Сітно (словац. Sitno) (1 009,2 м п.м.  ) — найвища вершина Штявницького хребта. Вона розташована недалеко від Банської Штявниці і вважається колискою європейського гірського туризму. Андезитові стіни оточують вершину з трьох сторін, на якій розташовані оглядова вежа та передавач Ситно. 

## Місцезнаходження
Розташована в центральній частині гірського хребта, в геоморфологічній частині Ситнянська верховина та геоморфологічній частині Ситно.  Знаходиться в районі Банська Штявниця і в кадастрі муніципалітету Ілія.  Масив належить до басейну річки Грон.

## Опис
Ситно є яскравим ландшафтним об’єктом. Верхня частина та кілька схилів знеліснені, звідки відкривається вид на навколишні пагорби. Унікальний вид відкривається з оглядової вежі на вершині Ситно. Східна та південна частини масиву дренуються притоками Штявниці, які впадають у річку Іпель, західні схили відводять воду через притоки Сикеніце в річку Грон. 
Це гора, овіяна багатьма небилицями та чутками – найвідоміша про лицарів Ситно, котрі живуть на гірському масиві Ситно, готові допомогти нації, коли їй найгірше.

### Геологія
Ситно є залишком затверділого потоку лави з андезиту, який вилився в неогені в долину, сформовану з м’якших вулканічних порід ( туфів ), і сьогодні утворює найвищу частину гірського хребта. Вершинне плато Ситно є розчленованим вулканом з більш стійкого піроксенового андезиту, який характеризується розділенням від уступа до пластини.

### Біологія
Це місце виникнення декількох охоронюваних видів флори та фауни:
- виникнення теплолюбних і гірських видів рослин (конвалія златоголова, троянда карпатська гірська, курячий кущ, часник жовтий)
- виникнення близько 300 форм троянд, які вже описав Андрій Кметь (1841 - 1908)
- значна представленість рослинності скельних ущелин і стінок на андезитах
- виникнення "ситнійської козулі" - популяції з особливо акуратними, темними та високо посадженими копитами з перламутровим ефектом
- експансія чорного ворона, котрий часто займає гніздову територію хижих птахів.

## Історія
Ситно оголошено археологічно заповідною територією. Сама вершина була заселена ще в доісторичні часи. Під час археологічних робіт тут було виявлено величезний лужицький замок - територія замку охоплює 16 гектарів і була найвищою укріпленою резиденцією людей лужицької культури в Словаччині. Це поселення, яке було тут між 1200 і 800 роками до нашої ери, підтверджується численними знахідками кераміки, прядильних знарядь, кам'яних вуглинок, а також цілим рядом бронзових знахідок, таких як чаша, сокирка, серп, долото, голка, пряжка та інше. Тут також знайдено форму з пісковику для відливання бронзових доліт. Цілком імовірно, що частина земель тут свідомо оброблялася сільськогосподарським (знахідки землеробських знарядь, кам’яні жорна). Заселення Ситно проіснувало приблизно до початку нашої ери.
Згідно з археологічними знахідками, Ситно було знову заселено лише в 11-12 століттях нашої ери. У цей період почало зростати значення Банської Штявниці як рудного району, і мова йшла про забезпечення безперебійного видобутку руд. Тому тут у 13 столітті був побудований кам'яний замок Ситно, залишки котрого досі збереглися на східному боці гори.

## Пам'ятки

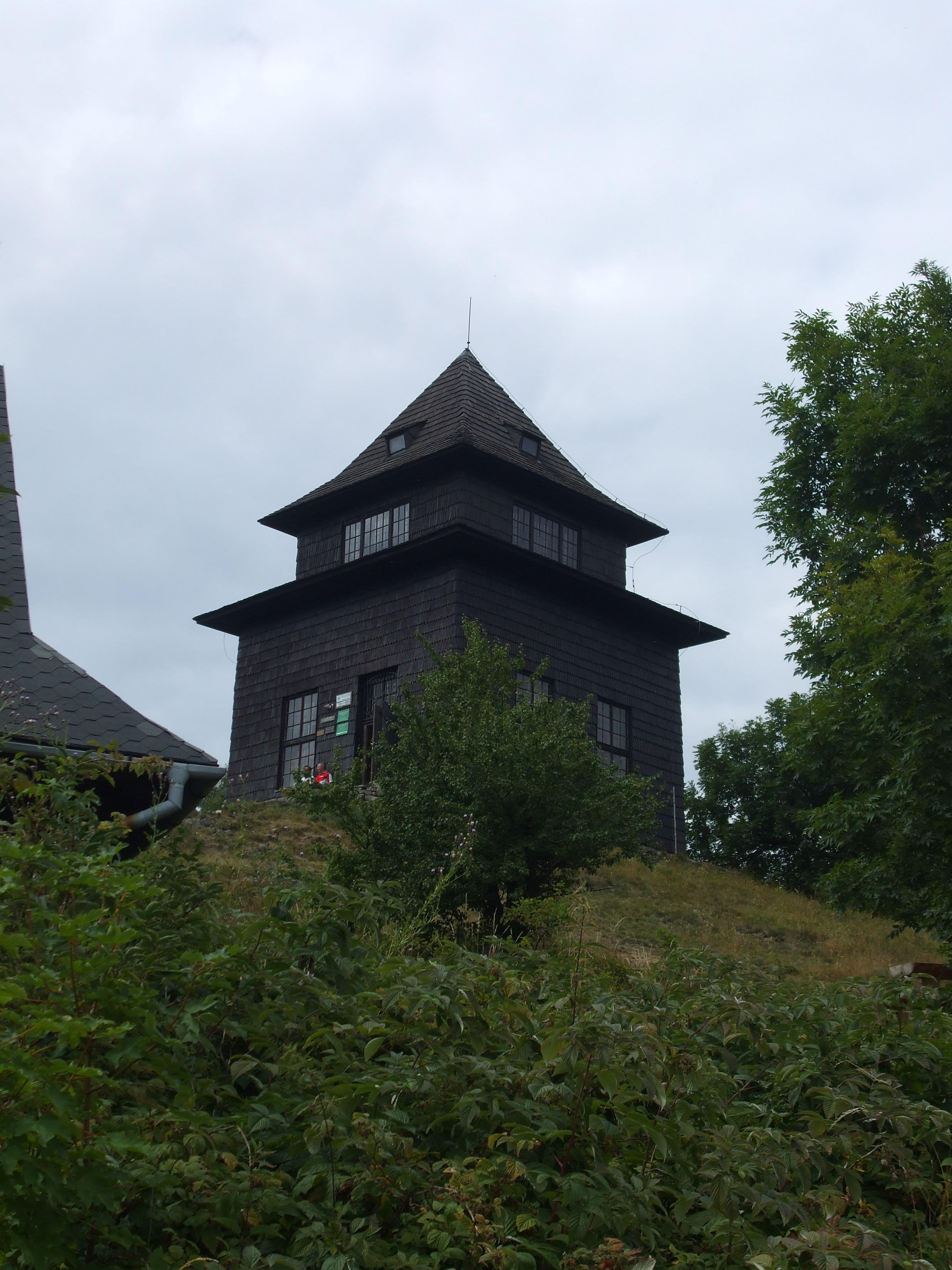
Оглядова вежа на вершині

### Замок Ситно
Замок був побудований на єдиній під'їзній дорозі зі східного боку Ситно, використано старі захисні вали, до яких також був споруджений рів. Замок відіграв важливу роль в обороні центральнословацьких міст від турецької загрози в 16 столітті. За переказами, під замком були розбиті татарські загони, які воювали в турецькому війську. Замок був перебудований у 16-му та 17-му століттях, коли вода була підведена безпосередньо до замку через з’єднання з джерела за 600 метрів. У XVII столітті власниками замку була родина Кохари. Замок був зруйнований куруцьким військом у 1703 - 1710 роках.

### Оглядова вежа на Ситно
Вже в 1727 році власник садиби в Санкт-Антоні, Андрій Йозеф Когарі, збудував на Ситно філагорію (альтанку). Та була перебудована, і як оглядова вежа (друга найстаріша в Словаччині) вона зареєстрована як пам'ятка з роком заснування в 1736 році в кадастрі села Ілія.  Після вимирання родини Кохари в 1826 році весь маєток перейшов до рук родини Кобургів. Оглядова вежа на Ситно згоріла в 1852 році від удару блискавки, але в 1886 році з ініціативи лікаря Кобургів доктора Едмунд Вільям Тері відновлений. Урочисте відкриття відбулося 8 вересня 1852 року. На церемонію також був запрошений доктор Тері, котрий на той час уже працював у Будапешті.

### Пам'ятник Екснару
Близько 1950 року на вершині Ситного відкрито меморіальну дошку Ладіславу Екснару, засновнику партизанського з’єднання (групи) Ситно . На дошці напис: «Герой Словацького національного повстання /ЛАДИСЛАВ ЕКСНАР/ Засновник партизанського загону Ситно (1942–1945). Він боровся і загинув за нашу свободу».

### Вал велетнів
Мабуть, вал велетнів почанався в Ситно і простягався на південь через Штявницькі гори, Печеніце, Дудінце, Дольні Семеровці до річки Іпель  і її гирла в Дунай. Від Дунаю до Ситного і сьогодні помітні сліди, а це понад 60 кілометрів.  Письменник і популярний історик Павел Дворжак вважає довгі вали однією з найбільших загадок Словаччини , яка пов’язує Штявницький стратовулкан із сучасністю. 

## Туризм
Штявницькі вершини та Ситно загалом вважаються колискою європейського гірського туризму - перший туристичний клуб було створено тут у 1860 році. Першу задокументовану пішохідну стежку на території тодішньої Угорщини проклав Ситнянський клуб у 1874 році. Маршрут починався в Ходруші і йшов до ставу Почувадло, до Ситно та до Скленених Тепліц.  Після 1880 року під керівництвом доктора Тері,  навколо Ситно визначено сто кілометрів маркованих пішохідних стежок, і постійно будували нові стежки та гірські колодязі. 12 травня 1882 року доктор Тері заснував Ситнянське Товариство угорсько-карпатської єдності, котре через три роки налічувало 194 члени. (Хоча туризм у формі паломництва, звичайно, був відомий задовго до цього, Клуб чеських туристів, який був заснований у 1888 році, почав маркування у 1889 році. У Великобританії з цією метою у 1899 році було об’єднано Товариство охорони громад і Національне товариство пішохідних доріжок). Система туристичних знаків, яка використовується на Ситно, стала стандартом не тільки в усіх навколишніх країнах (включно з Чехією), а й в Ізраїлі, Філіппінах чи Бразилії, наприклад.
У 1929 році пастуша колиба на Ситно була перебудована в туристичну хату Андрея Кметя. У серпні 2020 року відновлено можливість ночівлі в хаті. В одній кімнаті 15 місць, оплата добровільна. З вересня 2020 року необхідно буде бронювати місце через Facebook. 
В історичній оглядовій вежі були розміщені виставки археологічних знахідок із замку (історія, інтерпретована в тексті та фотографіях) та артефактів ситнянської фауни, флори, мінералів та скелелазання.

### Види
Завдяки висоті над рівнем моря, розташуванню та частковій вирубці лісу з верхньої частини відкривається круговий огляд. Кілька сусідніх гір (Pohronský Inovec, Трибеч, Пташник (масив), Kremnické vrchy, Поляна (гори), Явор'є ) можна легко спостерігати з відповідних місць і оглядових точок. За сприятливих умов можна спостерігати декілька прикордонних гір на території Угорщини, а також Низькі Татри та Велику Фатру. З піків можна побачити наприклад Зобор (гора), Хопок, Vepor, Poľana, Stolica або угорська Матра. 

## Доступ
- на вершину веде дорога з села Ровне
- по вказівнику від сідловини Крижна через Татарську полонину
- по вказівнику з Прєнчова
- по вказівнику від ставу Почувадло через Татарську полонину
- по вказівнику з села Ілія, котрий згодом перетинається з вказівником з Прєнчова [2]

## Зовнішні посилання
- Розташування на туристичній карті
- Зона відпочинку Почувадло
- Віртуальний вид зверху
- A. Kmeť / Ситно і що з нього побачити . Ружомберок: о. Багатий. Освальд, 1901. 140 с. – доступно в Електронній бібліотеці УКБ